# Paul Hindemith
Paul Hindemith (Hanau, 16. studenog 1895. – Frankfurt na Majni, 28. prosinca 1963.), njemački skladatelj i glazbeni teoretičar.
Djelovao je kao skladatelj, dirigent, solistički i komorni virtuoz na violini i violi te kao pedagog. Jedan je od pionira europske glazbene moderne. U svome stvaralaštvu, sazrijevajući Hindemith je skladao u raznim stilovima od ekspresionizma do neoklasicizma i neobaroka. Hindemith je možda najznatnija umjetnička ličnost koju je njemačka glazba dala poslije Richarda Straussa, već je kao dvadesetogodišnji mladić bio koncertni meštar opere u Frankfurtu. Zatim se posvetio violi i osnovao glasoviti Amar-Hindemith kvartet, s kojim je kao njegov violist organizirao brojne turneje, gorljivo propagirajući suvremenu glazbu. Nastupao je i samostalno uz pratnju orkestra. Ali Hindemithovo praktično poznavanje instrumenata ide još i dalje. Doista su rijetki glazbenici koji poput njega mogu većinu dionica svojih orkestralnih partitura sami odsvirati. Hindemith nije bio samo skladatelj i praktični glazbenik-instrumentalist; on je neprekidno nastupao i kao dirigent svojih i tuđih djela. Uz to je poučavao i pisao teoretska djela.
Od 1927. do 1935. predavao je kompoziciju na Berlinskoj visokoj školi za glazbu. Sukob s nacističkom vlašću prisilio ga je da napusti Njemačku i ode u Tursku, gdje je u Ankari (od 1936.) mnogo pridonio organiziranju i podizanju tamošnjeg glazbenog života. God. 1939. preselio se u Sjedinjene Države, gdje je predavao kompoziciju u Bostonu, pa na Sveučilištu Yale u New Havenu. Kasnije je naizmjenice predavao na sveučilištima u Zürichu i New Havenu.

## Iznimna svestranost i produktivnost
Hindemith je doista svestran glazbenik; njegove ga neobične sposobnosti povezuju sa svim područjima umjetničkog stvaralaštva. Njegova je djelatnost tako bogata i plodna da se s njim mogu mjeriti rijetki suvremeni skladatelji. No, iako je mnogo djela posvetio vokalnim formama, on je ponajprije instrumentalni majstor i jedan od najjačih zastupnika linearnog koncipiranja glazbenog djela, toliko karakterističnog za glazbu našeg doba. Ali nije to jedina crta njegova umjetničkog profila, koji se u toku vremena mijenjao i u mnogočemu odražavao stanje europske glazbe od prvoga svjetskog rata do danas. Hindemith je usvojio slobode atonalitetnosti, udružujući ih s ironiziranjem, groteskom i persiflažom, tim čestim pojavama glazbene pozornice u prvim godinama nakon katastrofe 1914. – 1918. Usvajanje antiromantičkog stava odvelo ga je, kao i tolike njegove bliže suvremenike, k motoričnosti, improviziranju i koncertantnosti baroka, u koje su povremeno ulazili i elementi jazza. Postupno je nastupilo smirenje razbuktalih snaga i revolucionarstva neobuzdane mladosti. Teoretska razmatranja, daleka od dodekafoničkog konstruktivizma, približila su Hindemitha novoj tonalnosti, dakako, veoma slobodno i široko shvaćenoj, k sređenosti zvukovne okosnice, k obnovljenom gledanju na sadržajnost glazbenog djela u koju ulazi problematika dalekosežnih pitanja o ljudskim i umjetničkim vrednotama.

## Izraziti melodičar
Hindemith je bio izraziti melodičar. On u melodiji gleda glavnog tumača svoga umjetničkog svijeta. Ta njegova sklonost za pjevnost odražava se i u njegovu shvaćanju cjelokupnog tonskog kompleksa, što znači da Hindemith koncipira polifono. Simultano prepletanje melodija prožima njegovo stvaranje uvelike. Ali on umije stvarati i prikladne kontraste oblikovanjem jedne jedine melodije koju nosi akordička pozadina smjelo izrađena, s iskorištavanjem disonance kao glavnog elementa dinamičkog intenziteta. Značajna je s gledišta melodičke koncepcije usporedba između Hindemitha i Schönberga. Schönberg je uvijek rušio veze s prošlošću. Hindemith nije tako postupao. Izuzmemo li djela mladenačke impulzivnosti u kojima je u jednoj prolaznoj fazi dao i on svoj prilog rušilačkoj kaotičnosti atonalnih sloboda, moramo ustvrditi da Hindemith više dograđuje, razvija, obnavlja nego što ruši. Tonalnost koju je Schönberg odrješito napustio, Hindemith je opet našao, iako na drugoj plohi, mnogo elastičnijoj.

## Djela
Teško je reći kojeg se glazbenog područja Hindemith nije dotakao. Neka o tome svjedoči bar približan pregled njegove neobično razgranate i plodne djelatnosti. Za kazalište je napisao tri opere jednočinke protkane elementima satire i persiflaže: Ubojica, nada žena (Mörder, Hoffnung der Frauen, 1921), Das Nusch-Nuschi (1921), Sancta Susanna (1921), operu Cardillac (1926; 1952. je temeljito prerađena), skeč Hin und zurück (1927), komičnu operu Neues vom Tage (1929), dječju igru Gradimo grad (Wir bauen eine Stadt, 1930), opere Slikar Mathis (Mathis der Maler, 1932-34), Harmonie der Welt (1957), iz života velikoga poljskog astronoma Nikole Kopernika, Das lange Weinachtsmahl (1961), balete Demon (1924), Nohilissima visione (legenda u 11 prizora iz života sv. Franje, 1938), Cupid and Psyche (1944). Među navedenim scenskim djelima posebno se ističe Slikar Mathis, izveden 1938. u Zürichu. Slikar Mathis, kome je skladatelj napisao i libreto, iznosi na pozornicu lik glasovita njemačkog slikara iz XVI st. Matthiasa Grünewalda, koji je svoje ime ovjekovječio poznatim slikama na oltaru u Isenheimu (»Anđeoski koncert«, »Polaganje u grob«, »Iskušenja sv. Antuna«; to su i naslovi predigre i dvaju orkestralnih fragmenata opere: udruženi u simfoniju Slikar Mathis, oni su postali jednim od najpoznatijih, najuspjelijih i najčešće izvođenih Hindemithovih djela). Radnja se zbiva u doba seljačkih ratova i sukoba reformacije s katolicizmom. Vremena su uzbudljiva, nemirna i krvava. Uočivši svu gorčinu, grubost i nesmiljenost svakidašnjice, slikar Mathis se pred tolikim nevoljama i nepravdama pita ima li smisla baviti se umjetnošću. On napušta započeti posao i pridružuje se seljacima pobunjenicima koji traže svoja prava. Nakon što je seljačka buna svladana, a sam Mathis jedva ostao na životu, on, pod snagom simboličkih vizija, odlučuje da će dovršiti započeto djelo, jer je njegov poziv umjetničko stvaranje; bude li ga dostojno vršio, služit će najbolje i najvjernije svome narodu. U tom opsežnom djelu Hindemith je dao jednu od svojih najznačajnijih skladbi, oblikovavši podjednakom snagom potresne strane partiture, kao i one u kojima prevladavaju lirska raspoloženja.

### Komorna glazba
U Hindemithova komorna djela pripada sedam gudačkih kvarteta (1918. – 45.), zatim više od 30 sonata za najrazličitije sastave. Među njima se nalazi posebna skupina sonata kojima je Hindemith ostvario neobičnu ali zahvalnu zamisao, koju svaki skladatelj ne bi mogao oživotvoriti. Imajući na umu koliko je važan što širi glazbeni odgoj svakoga orkestralnog glazbenika, odlučio je da će praznine koje još uvijek postoje u praktičnoj literaturi najvećeg broja instrumenata današnjeg orkestra bar donekle popuniti tako što će za svaki orkestralni instrument napisati po jednu sonatu uz klavir. Ostale sonate pisane su za uobičajene komorne ansamble; više sonata posvećeno je violini (također i bez klavira) i drugim gudačkim instrumentima, pa klavir (dvoručno i četveroručno; jedna je sonata pisana i za dva klavira četveroručno) i orguljama. Od drugih umjetnikovih komornih radova navedimo kvintet za klarinet i gudački kvartet op. 30, Kanonsku sonatinu za dvije flaute (iz op. 31, 1924.), dva gudačka trija (1924. – 34.), trio za violu, heckelphon i klavir op. 47, kvartet za klarinet, violinu, violončelo i klavir (1938), septet za flautu, obou, klarinet, trublju, rog, basklarinet i fagot i sonatu za četiri roga (1953). Na graničnom komornokoncertantnom području nalaze se djela za jedan instrument i komorne sastave. Skladatelj ih je sam nazvao Kammermusik i obilježio ih rednim brojevima (tako je na primjer Kammermusik br. 2 pisana za klavir i 12 solističkih instrumenata, br. 3 za violončelo i 10 solističkih instrumenata).

### Koncertantna glazba
U koncertantnu Hindemithovu glazbu pripadaju dva koncerta za klavir, dva koncerta za violinu, tri za violončelo, pa koncerti za klarinet (1947), za rog, za orgulje (1963), za trublju, fagot i gudački orkestar, za drvene duhačke instrumente, harfu i orkestar, Koncertna glazba za klavir, limene duhačke instrumente i dvije harfe, Koncertna glazba za gudački orkestar i limene duhače (1931), koncert za violu i orkestar poznat pod nazivom Der Schwanendreher (1935), skladan prema starim narodnim napjevima, tema s varijacijama za gudački orkestar i klavir (1940; varijacije prikazuju četiri osnovna ljudska temperamenta) i concertino za trautonium i gudački orkestar. Niz skladbi posvetio je Hindemith orkestru: koncert za orkestar (1925), Filharmonijski koncert u obliku orkestralnih varijacija, Simfonijske plesove (1937), Simfoniju u Es (1940), Simfonijske metamorfoze Weberovih tema (1943), Sinfonia serena (1946), sinfoniettu u E, simfoniju u B za duhački orkestar, simfoniju Die Harmonie der Welt (1951) i Pittsburgh Symphony (1959). Za klavir solo Hindemith nije mnogo pisao: Tanzstücke op. 19, suitu 1922, ciklus Klaviermusik op. 37 i značajnu zbirku preludija i fuga, u neku ruku Hindemithov Das wohltemperierte Klavier, objavljenu pod naslovom Ludus tonalis (1943). Tom raskošnom bogatstvu scenskih i instrumentalnih djela treba dodati njegove brojne skladbe za vokalno-instrumentalne ansamble: oveći broj popjevaka (među njima uspjele cikluse Die junge Magd, 1922, i Das Marierileben iz 1924, koje je autor 1947. temeljito preradio), zborna djela, oratorij Das Unaufhörliche (1931), koji govori o neprekinutom, neprestajućem (njem. unaufhörlich) izmjenjivanju, pretvaranju i prolaženju svih elemenata zemaljskog života, Hérodiade, recitaciju za komorni orkestar prema pjesmi S. Mallarméa, requiem na tekst W. Whitmana (1946), kantate Apparebit repentina dies za mješoviti zbor i 10 limenih instrumenata (1947) i Gesang an die Hoffnung (1953, na tekst P. Claudela), zatim Mainzer Umzug za tri pjevača, recitatora, zbor i orkestar. Za sebe stoji opsežno djelo Dan glazbe u Plönu (Plöner Musiktag) što ga je Hindemith u lipnju 1932. napisao za omladinsku glazbenu školu u Plönu. Kao što je i razumljivo, djelo ne postavlja velike tehničke zahtjeve na izvođače te se sretno uklapa u literaturu namijenjenu Omladinskom glazbenom pokretu, kojoj je Hindemith dao i drugih priloga.

### Hindemith kao teoretičar
Hindemith je razvio značajnu djelatnost i kao teoretičar. Poput Schönberga i on je pokušao unijeti red u anarhičnost atonalnosti. Ali ne na putu dodekafonije. U svom teoretskom djelu Unterweisung im Tonsatz (prva dva sveska objavljena su 1937-39, a novo, prošireno izd. 1940; treći svezak izdan je postumno, 1970), Hindemith je izgradio nov harmonijski sustav, s novim shvaćanjem tonalnosti, akorda i njihove strukture. U tom je djelu započeo razrađivati svoju nauku o kompoziciji, kojoj je ishodište linearnost, istodobnost nezavisnih melodija, dakle polifoničnost. Tek onda kad učenik bude zajedno združio više melodija, uočit će i upoznati i harmonijske, vertikalne jedinice i vrijednosti. U Sjedinjenim Državama Hindemith je izdao i druge teoretske radove. Predavanja održana na Harvardskom sveučilištu objavljena su 1952. pod skupnim nazivom A Composer's World: Horizons and Limitations (Skladateljev svijet: vidici i granice).

## Vanjske poveznice

### Sestrinski projekti
|  | Zajednički poslužitelj ima još gradiva o temi Paul Hindemith |

### Mrežna mjesta
- Fondation Hindemith – Paul Hindemith (njem.) (engl.) (fr.)
- LZMK / Hrvatska enciklopedija: Hindemith, Paul
- LZMK / Proleksis enciklopedija: Hindemith, Paul
- Paul Hindemith u internetskoj bazi filmova IMDb-u (engl.)